# Gu Hengbo
Gu Hengbo, pseudonimo di Gu Mei (顧媚S, Ku MeiW, conosciuta anche come Xu Mei e Xu Zhizhu dopo il suo matrimonio; 1619 – 1664), è stata una poetessa e pittrice cinese.
Ricevette il titolo di "signora" dalla prima corte dei Qing, difatti negli scritti di questo periodo ci si riferisce a lei con l'espressione "Signora Hengbo".
Nota per la sua bellezza e per il talento nella pittura e nella poesia, era annoverata nell'élite delle cortigiane insieme a Dong Xiaowan, Bian Yujing e Liu Rushi. Viene ricordata per i suoi dipinti di orchidee e per una raccolta di poesie, una delle poche opere sopravvissute ai giorni nostri.

## Biografia
Gu Mei nacque vicino a Nanchino nel 1619. All'inizio del regno di Chongzhen divenne una cortigiana nel distretto del fiume Qinhuai di Nanchino. Ospitò un noto salotto letterario che contava tra i suoi ospiti Chen Liang, Qian Lucan e Mao Xiang nella sua Torre Meilou, una dimora che Yu Huai definì "sontuosa e stravagante".
Gu Hengbo si distinse anche nel teatro kunqu in qualità di imitatrice maschile (sheng). Uno dei suoi ruoli fu quello di Zhou Yu (周羽) ne La disciplina del figlio (教子). Lo scrittore Yu Huai (余懷) racconta come Gu si fosse esibita per il suo compleanno per ringraziarlo dopo che lui si era offerto di aiutarla con un problema con la legge.
Si innamorò di uno dei suoi mecenati, Liu Fang (劉芳), al punto di promettergli di sposarlo e di porre fine alla sua carriera di cortigiana. Tuttavia cambiò presto idea e Liu Fang si tolse la vita.
L'ufficiale Gong Dingzi pagò 1.000 once d'argento per i suoi servizi. Nel 1643 Gu divenne la sua concubina e si stabilì con lui nella capitale. La loro relazione destò particolare attenzione in quanto andava in contrasto con gli ideali confuciani. L'influenza di Gu su Gong Dingzi divenne leggendaria, tant'è che riuscì a salvare dalla pena di morte il poeta Yan Ermei. Fu inoltre mecenate dell'artista Zhu Yizun.
Nel 1659 Gu diede alla luce una figlia. Per l'occasione Gong Dingzi fece erigere un tempio buddista.
Gu fu una delle otto bellezze del Qinhuai descritte dai funzionari della dinastia Qing.